# 비올라
비올라(영어: viola)는 서양 음악에서 쓰이는, 활로 연주하는 현악기(찰현악기) 가운데 하나다. 비올라는 유럽 현악기의 한 종류인 '비올'에서 유래했으며, 바이올린이 발명된 시기인 1500년대에 발명된 것으로 추정된다. 바이올린족에 속하는 악기들 중에서 가운데 음역을 담당한다.
보통 사람들은 비올라와 바이올린을 잘 구분하지 못 하는데, 크기와 연주 자세가 비슷하기 때문이다. 그러나 비올라는 바이올린보다 5도 낮게 조율되며, 비올라의 음향은 바이올린에 비해 진하고 깊은 소리를 낸다. 그리고 똑같은 음 높이에서 비올라가 더 어두운 음색을 띤다. 비올라는 바이올린과 첼로 사이의 음역을 담당하는 화음 악기로 쓰기도 하며, 높지도 낮지도 않은 중간 선율을 맡기도 한다. 그래서 비올라는 합주에서 보통 멜로디보다는 화음을 내는 경우가 많다. 비올라 연주자를 비올리스트(violist)라고도 한다.

## 역사
비올라는 알토 비올(alto viol), 알토 비올라(alto viola), 알트 바이올린(alt violin)으로 불렸으며, 독일에서 부르는 브라체(Bratsche)는 이탈리아식 이름인 브라치오(braccio)가 독일식으로 바뀐 것으로 다니엘 메륵이 처음 사용하였다.
르네상스와 바로크 시대에 비올라는 궁현 악기를 총칭하는 말이었다. 르네상스 시대에 이는 비올라 다 감바와 비올라 다 브라치오로 분리되어 발전하는데, 이 중 비올라 다 브라치오는 바이올린족의 전신으로, 비올라 역시 바이올린과 마찬가지로 비올라 다 브라치오에서 나온 악기이다. 가장 오래된 4줄짜리 비올라는 1535년에 나타나며, 1636년 메르센 마랭이 C,G,D,A 음으로 조율되는 알토 악기를 만들었는데, 이 조율법은 지금의 비올라 조율법과 같다. 그 이후 여러 시행착오를 거쳐 1876년 독일 뷔르츠부르크에서 K.A.호를라인이 헤르만 리터의 설계로 제작한 비올라 알타가 오늘날의 형태로 정해지게 되었다.
바로크 시대에 다성 음악이 등장하면서 비올라는 현악 편성에 안착하였다. 초기 합주 음악에서 비올라 파트는 좀처럼 악기로서 기술적 잠재력을 인정받지 못하였다. 오늘날과 달리 1750년 이전의 비올라 독주자들은 대부분 바이올린이나 첼로곡의 옥타브를 옮겨 편곡하거나 비올, 비올라 다모레 곡을 베낀 것을 연주하였다. 비올라는 콘트라베이스와 함께 보조적인 화음 진행을 담당하거나 제2바이올린이나 콘트라베이스의 높은 음역을 담당하는 등 반주부를 맡는 보조적인 악기였다. 그렇지만 고전 시대 초기에 합주 음악에서 비올라는 빠질 수 없는 중요한 악기로 여겨지기는 하였다. 고전 시대에 기악 음악이 발전하여, 주제와 소재를 담당하는 제1바이올린과 이를 보조하고 화성을 쌓는 제2바이올린과 비올라, 그리고 저음부를 담당하는 첼로와 더블 베이스의 현악 구조가 구축되면서, 하이든이 확립한 현악4중주가 붐을 이루었다. 모차르트는 바이올린과 비올라를 위한 신포니아 콘체르탄테(K.364/320d, 1779년)에서 비올라를 바이올린과 동등하게 인정하였으며, 1악장에서 비올라를 7위치의 음역까지 연주하도록 하여 비올라의 고정관념을 넘어 파격적인 시도를 하였다. 모차르트와 더불어 비올라의 발전을 이끈 베토벤도 현악4중주에서 독주부를 비올라에 주거나(Op.18, No.4) 더 높은 음역의 색채를 보여주기도 하였다(Op.59, No.3). 이렇듯 베토벤은 교향곡에서 비올라를 다른 악기와 다소 동등하게 대하였으나, 교향곡 5번과 9번에서 볼 수 있듯 아직은 비올라 연주는 첼로나 제2바이올린과 함께 연주되곤 하였다.
19세기에 비올라는 바이올린과 더불어 두드러진 기술적 발전을 하기 시작하였다. 1834년 엑토르 베를리오즈는 솔로 비올라의 아르페지오 악절에서 술 폰티첼로(sul ponticello, 현에서 브리지 바로 앞쪽의 현을 마찰하는 주법으로, 투명하고 껄껄한 음질이 난다. 이 방법은 토봉 활로 트레몰로를 할 때 가장 좋은 효과가 난다.)가 여타 약한 오케스트라 현악기에 비하여 신비스러운 소리를 구현하고 있다. 이렇듯 비올라는 실내악과 관현악에서 점차적인 관심을 받았으나, 이는 비올라가 합주에서 독주 파트로서 인식이 커진 것이지 완전한 독주 악기로 독립한 것은 아니다.
1900년경 대부분의 오케스트라 비올라 연주자는 바이올린 파트에서 독립된 것으로 여겨졌으며, 이 시기에 들어서 비올라는 실내악에서 운지법과 콜레뇨와 글리산도 하모닉스 등과 같은 특별한 효과를 얻기 위해 그 중요성이 더욱 커졌다. 20세기 실내악에서 비올라는 다른 파트 못지않게 기술적인 수요를 얻게 되었으며, 쇤베르크의 현악3중주나 바르토크의 현악4중주에서 특히 두드러졌다. 20세기에 들어 쇼스타코비치나 블로흐 등 여러 작곡가들이 비올라곡을 작곡하였으며, 테르티스나 힌데미트같은 뛰어난 비올라 연주자들이 나와 비올라 음악에 활력을 불어넣었다.

## 모양

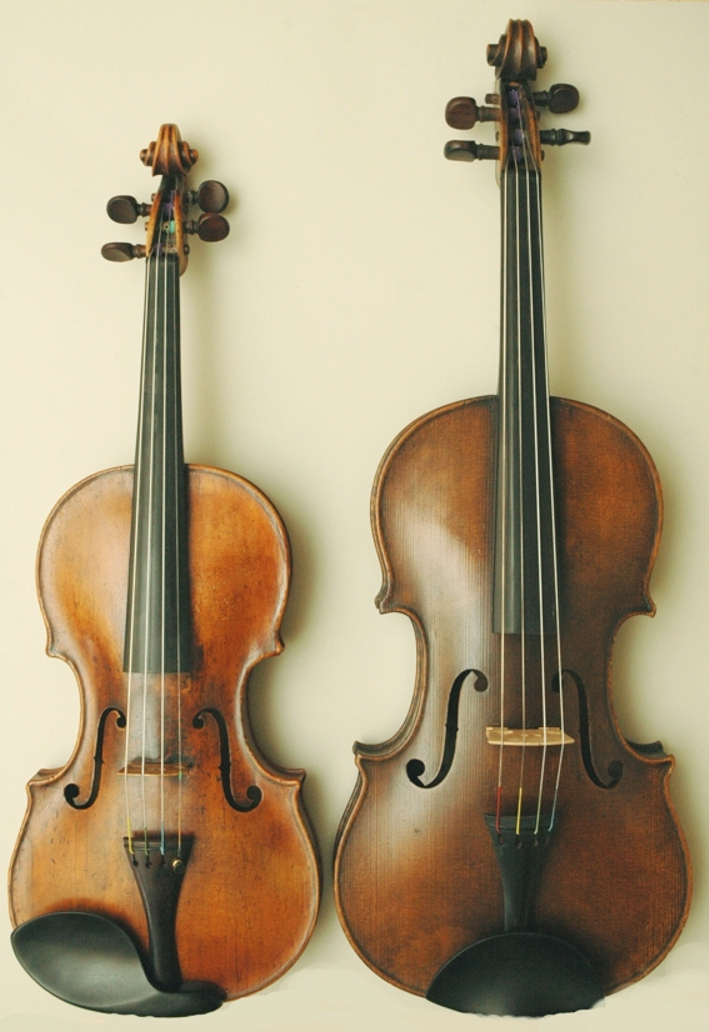
바이올린(왼쪽)과 비올라(오른쪽)

### 악기 크기
비올라는 바이올린보다 1/7 정도 더 크며, 무게도 약간 더 무겁다. 바이올린의 경우 제작자가 달라도 그 크기가 표준화되어 있는 데 비해 비올라는 명기로 꼽히는 악기도 각각 몸통의 길이가 4~5 cm 정도 다르고, 울림부분도 이에 비례하여 다르게 되어있는 경우도 있다. 비올라는 기량 발휘와 음량 문제를 해결하기 위해 다양하게 변화하였기 때문이다. 헤르만 리터가 1876년에 제작한 초기 비올라의 길이는 무려 54 cm(21 1/4인치)였으나, 곧 절충하여 48 cm(19인치)가 되었다. 그런 점에서 바이올린은 진화를 거의 끝낸 반면, 비올라는 아직도 진화 과정에 있다고도 말할 수 있다. 연주자는 자신의 취향과 신체 조건에 맞게 악기를 선택할 수 있는데, 40cm보다 작은 비올라는 만족스러운 음량을 내는 경우가 드물고, 42 cm 이상의 비올라는 연주하기 불편하여 오늘날 비올라 연주자 대부분은 길이 40~42 cm(15 3/4~16 1/2 인치) 사이의 비올라를 선호한다.
비올라는 바이올린보다 음역이 낮은 것은 바이올린보다 크기가 더 큰 까닭인데, 두 악기의 크기비는 음역 차이와 비례한다. 비올라의 음역이 바이올린보다 5도 낮기 때문에, 음향학적으로 5도에 해당하는 비율인 3:2에 의해 비올라의 크기가 바이올린의 1.5배가 되어야 한다고 볼 수 있다. 실제로 바이올린과 비올라의 길이비가 대략 7:8이므로 두 악기의 크기(부피)비는 7*7*7:8*8*8, 즉 343:512 정도이다. 악기의 크기가 클수록 음높이가 낮다는 점을 이용해 계산하면 512/343=1.4927...로 음역의 비와 크기의 비가 거의 일치한다. 개별 비올라의 크기 차이와 계산상의 오차를 고려하면 매우 정확한 값이다.이와같이 화성적으로 완벽한 균형을 이루며, 비올라의 활과 더불어 이 점이 비올라 특유의 음색이 나는 요인이 된다.
보통 풀 사이즈라 불리는 비올라의 몸통은 풀 사이즈 바이올린의 몸통 보다 1 - 4 인치(약 2.5 – 10 cm) 정도 크다. 바이올린과 달리 비올라는 풀 사이즈라 해도 크기가 일정하지 않은데, 평균 16 인치(약 40.6 cm, 이 크기는 몸통의 크기만을 가리킨다) 정도이며, 15.5 인치(약 39.4 cm)나 16.5 인치(약 41.9 cm), 17 인치(약 43.2 cm) 등도 있다. 어린이를 위한 크기는 바이올린과 같이 3/4, 1/2, 1/4 사이즈 등 풀 사이즈에 대한 비율로 나타내지 않고, 12 인치(약 30.5 cm) 정도의 작은 사이즈까지 존재한다. 더 작은 것이 필요한 경우 어린이를 위한 작은 바이올린에 비올라 현(C, G, D, A)을 달아 사용하기도 한다.
오랜 세월 동안 비올라 제작자들은 비올라의 크기와 모양을 두고 실험을 했다. 이들은 제대로 된 “비올라 소리”가 나게끔 충분한 크기의 울림통을 갖추면서도 비올라의 스케일 길이를 줄이고 무게도 가볍게 하고자, 비올라의 크기와 비율을 조정해보았다. 비올라 크기에 대한 실험은 대개 악기의 크기를 키워 악기의 소리를 향상시키려는 경향이 있었다. 19세기 초 비올라에는 현의 장력과 강도를 강하기 위해 가령 굵은 현을 사용한다든지 목을 길게 한다든지 하는 시도로 비올라가 변화하였다. 헤르만 리터의 “비올라 알타(viola alta)”의 경우, 리하르트 바그너의 오페라를 연주하고자 하여 크기가 18.9인치(48cm)에 달하였다. 현대 비올라에 큰 영향을 끼친 테르티스형의 비올라는 앞뒷판이 넓고 옆판이 깊어서 더 좋은 비올라 음색을 냈는데, 이 역시 표준 크기보다 크다. 이렇듯 비올라의 크기를 늘리는 음향학적 실험들은 비올라 소리를 더 깊게 만들어, 첼로의 음색과 비슷하게 되었다. 많은 작곡가들이 일반적인 크기의 비올라를 염두에 두고 곡을 쓰기 때문에, 이러한 비올라 음색의 변화는 특히 오케스트라 음악에서 합주의 균형에 예상치 못한 결과를 낳을 수도 있을 것이다.
최근에는 전통적인 소리를 유지하면서도 비올라를 더 작고 가볍게 만들어 인간공학적인 문제를 해결하고자 꾀한다. 가령 오토 에르데즈의 “잘린(cutaway)” 비올라는 악기의 한쪽 부분이 잘린 모양이라, 손가락 이동을 더 용이하게 하였다. “오크 잎(Oak Leaf)” 비올라는 판이 두 개 더 있다. 조셉 커틴의 “에비아(Evia)” 모델과 같은비올 모양의 비올라는 목(neck)이 이동 가능하며, 단풍나무를 덧댄 탄소섬유 뒤판으로 무게를 줄였는데, 이 악기는 첼로처럼 수직으로 세워서 연주한다. 미국 캣거트 음향 협회의 카를린 허친스는 8개로 이루어진 새로운 비올라 악기군을 제작하였는데, 이 가운데 수직 비올라의 몸통 길이는 53cm이고, 스파이크가 장착되어 있으며 첼로처럼 양 무릎에 끼워 연주하였다. 그리고 마치 살바도르 달리 그림처럼 이지러진 베르나르 사바티에의 비올라와 데이비드 리비너스의 “펠레그리나(Pellegrina)” 모델의 비올라가 있다.
다른 실험 역시 “소리 대 인체공학”의 문제를 염두에 두고 있다. 미국 작곡가 해리 파트치는 첼로의 목을 비올라에 연결하여 그의 43개 음계가 가능해졌다. 제작자들은 5현 비올라도 만들어 비올라의 음역을 확대했다. 현재 음악은 이런 악기로 연주하는데, 비올 음악 역시 마찬가지로 연주할 수 있다.

## 활
활은 찰현악기의 현에 음 진동을 주는 중요한 기구로 비올라의 활은 바이올린의 활보다 약간 굵고 무거운데, 바로 이 점이 비올라가 매력적인 소리를 내는 요인 중 하나가 된다. 비올라 활의 길이는 약 75cm이며, 무게는 약 65~75g 정도이다.
활은 크게 활대(stick), 활털(hair), 활털조이개(screw), 활털이음틀(frog)로 이루어지며, 약간 구부러진 활대가 주요 부분이고 거기에 활털이 매여있다. 활대는 길게 끝으로 갈수록 점차 가늘어져 약간 뒤로 젖혀진 모양이다. 활 끝에는 금속이나 상아로 된 조그맣고 얇은 판이 붙어 있는데, 이것은 활 끝에 맨 활털이 빠지지 않도록 구멍을 막은 것이다. 활 끝에 맨 활털을 활 밑의 활털이음틀에 부착하여 활털조이개 나사로 털을 죌 수 있다. 활털은 말 꼬리털(말총)을 표백하여 빗질한 것을 굵기가 고르게 맞추어 쓴다. 여기에 송진을 발라 현을 마찰시켜 음을 낸다. 활 한 자루에 필요한 털 수는 150~200개 안팎이다.
초기의 활은 사냥 활처럼 곡선이 밖으로 향한 모양으로, 거기에 말총을 묶어 놓은 것이었다. 활의 모양은 다양하였는데, 점차 발전하여 1700년경부터 오늘날과 같은 나사식이 되었으며 활대의 만곡도도 차츰 낮아서 1730년경 타르티니의 영향으로 바뀐 활에는 활대가 직선으로 되어있다. 프랑스의 활 제작자 투르트가 모든 점에서 균형을 갖춘 활의 최종적인 형태를 완성하였다.

## 조율

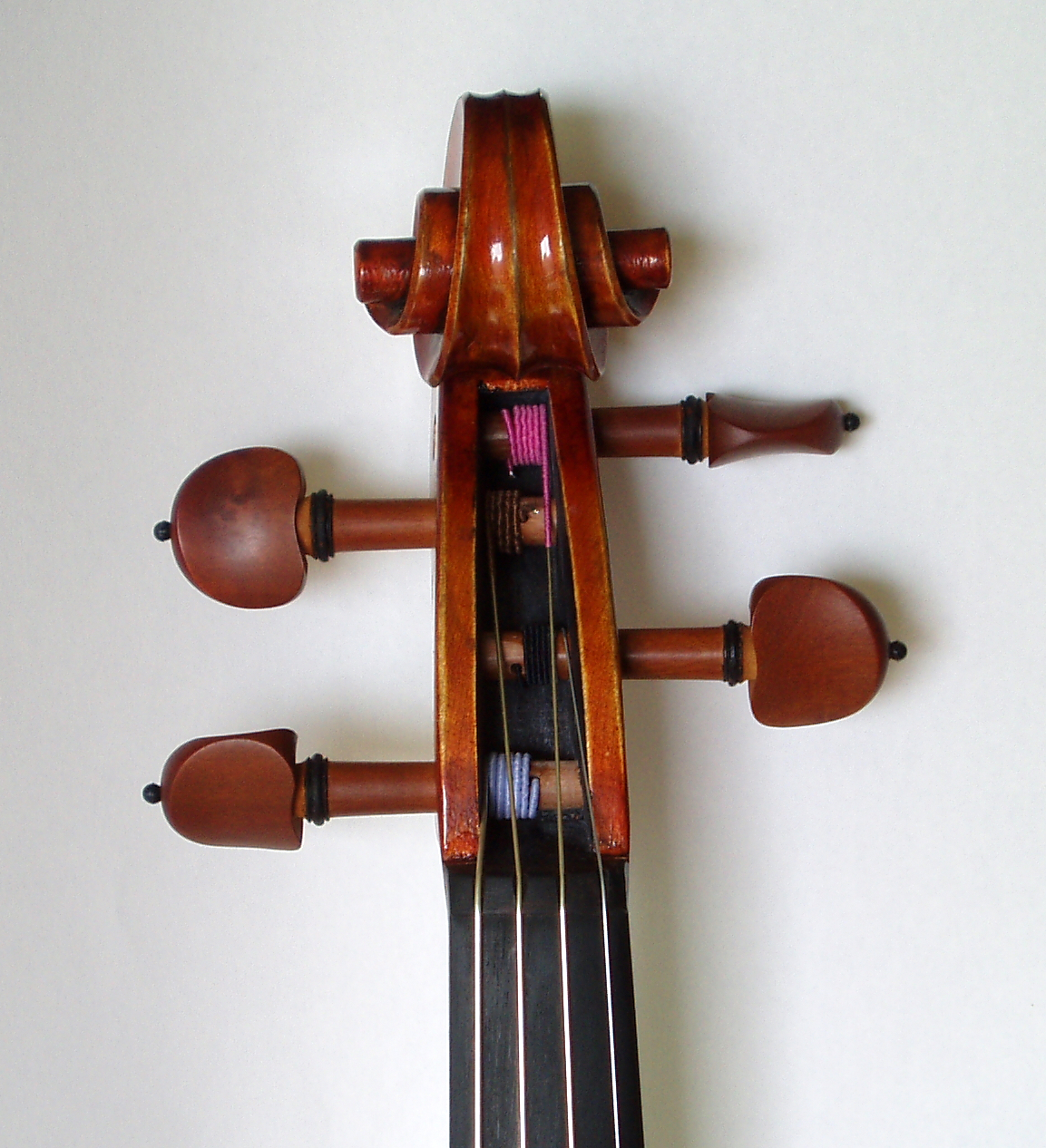
줄감개(peg)

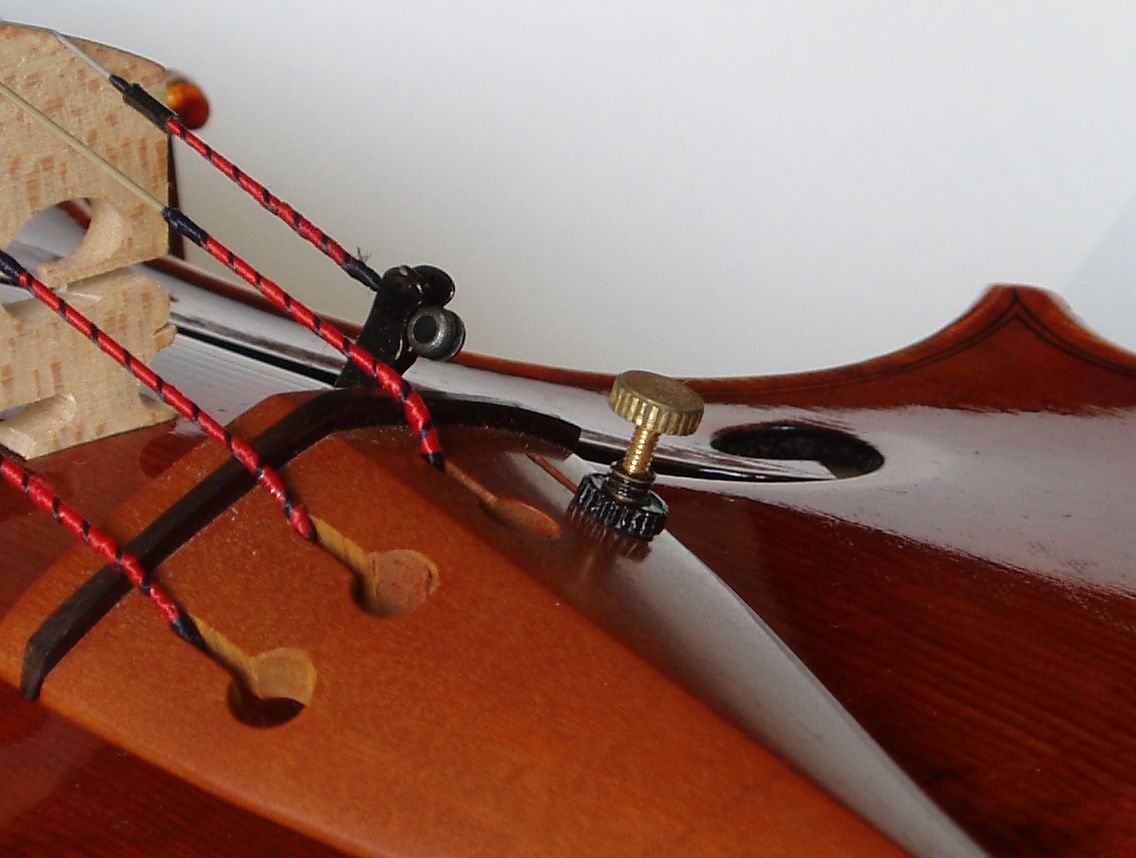
A현에 장착된 미세조율기

일반적으로 비올라에는 네 개의 현이 있다. 본래의 현은 양의 창자(거트현)였지만, 오늘날에는 양의 창자나 금속심에 철선을 감아서 만든다. 몸통을 아래로 하여 지판 위에서 바라보았을 때 가장 오른쪽에 있는 현의 음이 음정의 기준이 되는 A음이 되며, 보통 440 Hz 근처의 진동수로 조율된다. 이후 왼쪽으로 가면서 두 현 사이의 음정이 완전 5도가 되도록 맞춘다. 숙련된 비올라 연주자는 혼자서 또는 A음만 듣고 나머지 현들까지 조율할 수 있지만, 익숙하지 않으면 피아노나 다른 악기, 튜너 등의 도움을 받기도 한다. A현부터 차례대로 나머지 현의 조율을 끝내면 왼쪽부터 각각 C, G, D, A음이 된다. 비올라에서 가장 낮은 C음은 가온 다보다 한 옥타브 낮은 음이다. 바이올린은 낮은 순서대로 G, D, A, E로 조율되는데, 이 중 G, D, A는 비올라와 높이가 같다. 첼로는 비올라보다 한 옥타브 낮게 조율된다.
거의 대부분의 음악에서 비올라는 C, G, D, A로 조율되지만, 간혹 일반적인 조율과 다른 변칙조율이 적용되는 경우가 있다. 예를 들면 모차르트는 바이올린, 비올라와 오케스트라를 위한 신포니아 콘체르탄테 E♭장조에서 독주 비올라 파트를 D장조로 쓰고 비올라의 조율을 반음씩 높여 하도록 지시했다. 이는 비올라의 소리를 더 밝게 만드는 효과가 있다.
다른 바이올린족 악기들과 마찬가지로 비올라도 줄감개(peg)를 이용해 조율을 한다. 줄감개를 조이면 음이 높아지고 날카로워지며, 줄감개를 풀면 음이 낮아지고 둔탁해진다. 보통 왼쪽 아래의 줄감개에 C현을 감고, 시계 방향으로 G, D, A현을 감는다. 일반적이지는 않지만 C현과 G현의 줄감개 위치를 바꾸는 경우도 있다. 줄감개와 함께, 더 세밀한 조정을 위해 미세조율기(fine tuner)를 쓰기도 한다. 이것은 줄걸이판(tail piece)에 장착되는데 조그만 나사를 돌려 현의 장력을 미세하게 조정할 수 있게 해준다. 파인튜너를 이용하는 조율은 줄감개를 이용하는 것보다 훨씬 힘이 덜 들고 편하다. 파인튜너의 사용은 개인 취향의 문제이지만 보통 A현에는 파인 튜너를 사용한다. 탄력적이고 미세한 조정에 영향이 적은 거트현에는 파인튜너를 사용하지 않는다.
일시적이고 미세한 조율 방법으로, 현을 손으로 당기는 방법도 있다. 지판 위에서 현을 당기면 음이 낮아지고, 줄감개와 줄걸개(nut) 사이 부분 현을 누르면 음이 높아진다.

## 연주
비올라의 연주 자세는 왼손가락으로 지판의 현을 짚어 음을 조절하고, 오른손으로 활을 쓴다. 악기를 잡을 때는 비올라를 왼손에 잡고, 왼쪽 쇄골 위에 올려놓고 턱으로 턱받침을 앞으로 잡아당기는 자세를 취한다. 오른손은 활로 현을 긋거나(아르코, arco) 손가락으로 현을 퉁겨서(피치카토) 소리를 낸다.

### 왼손

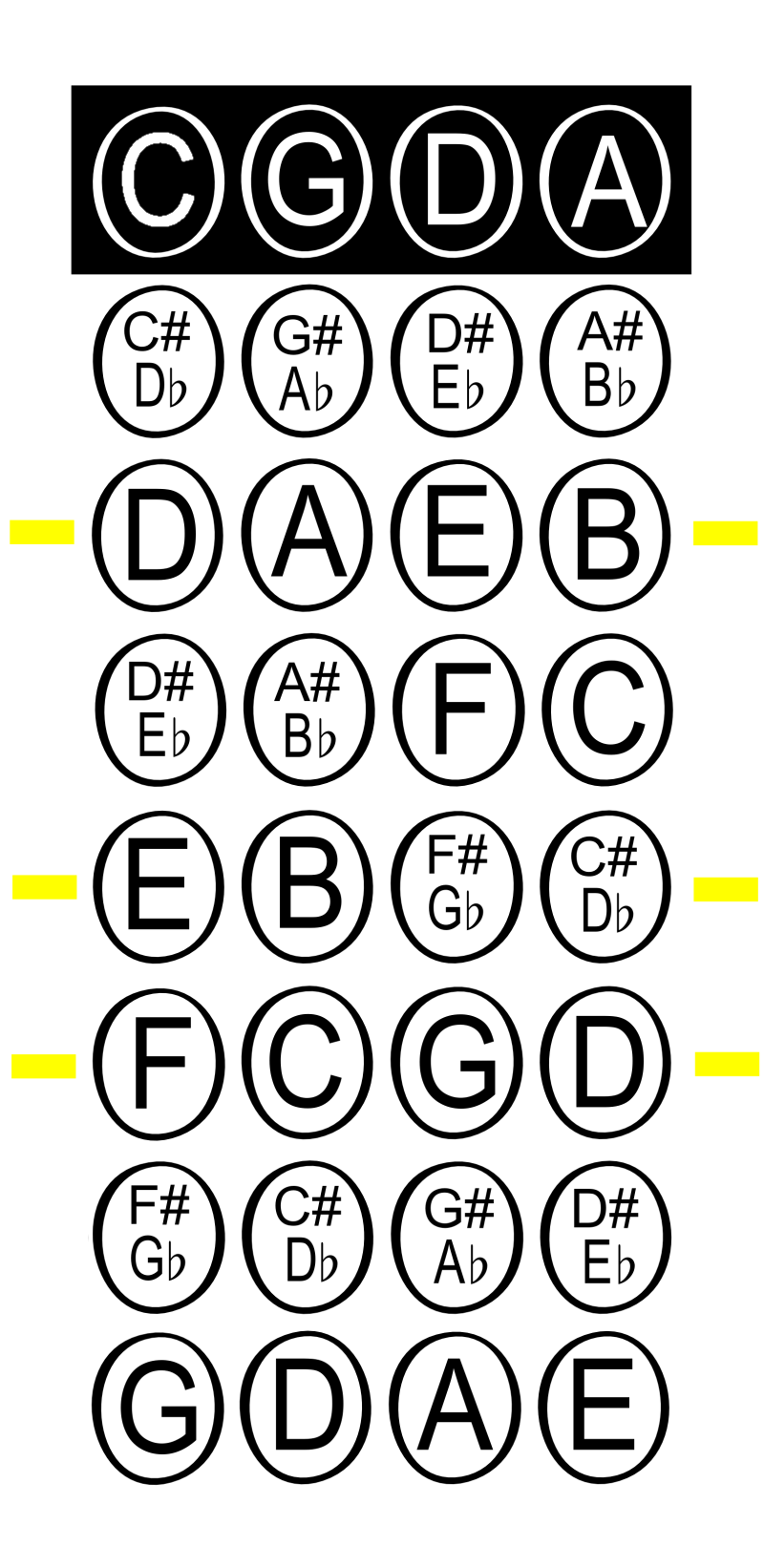
제1포지션 운지

비올라는 다른 바이올린족 악기들과 마찬가지로 지판 위에 프렛(fret)이 없기 때문에 연주자는 현을 짚을 손가락의 정확한 위치를 알아야 한다. 처음 악기를 다루는 사람은 지판 위에 테이프 등으로 그 위치를 표시하기도 한다. 개방현의 음과 같은 음 또는 한 옥타브 차이가 나는 음을 다른 현에서 정확히 연주하면 공명에 의해 해당 개방현이 같이 진동하므로 음높이를 찾는 데 이 현상을 활용할 수 있다.
왼쪽 그림은 제1포지션에서 짚을 수 있는 음들의 위치를 나타낸다. 모두 같은 간격으로 그려져 있지만 실제로 지판 위에서의 간격은 아래로 갈수록 조금씩 좁아진다. 노란색 가로줄은 위에서부터 제1, 제2, 제3포지션에서 검지손가락의 위치를 나타낸다.

#### 포지션
지판 위에서 음을 짚는 손의 위치는 포지션으로 나타낸다. 처음 악기를 시작하면 보통 제1포지션부터 배우게 된다. 제1포지션에서 낼 수 있는 가장 높은 음은 새끼손가락으로 짚는 A현의 E음이다.
제1포지션에서 중지로 짚는 위치를 검지로 짚도록 손을 몸통쪽으로 이동하면 제2포지션이 되고, 제1포지션에서 약지로 짚는 위치를 검지로 짚도록 하면 제3포지션이 된다. 연주 중 포지션을 이동할 때는 목(neck)을 감아쥐고 있는 엄지손가락이 반드시 같이 움직여야 한다. 비올라가 낼 수 있는 음높이의 한계는 전적으로 연주자의 기량에 달려 있는데, 개방현보다 두 옥타브 이상 높은 음을 자유롭게 낼 수 있는 수준이 되면 특별히 포지션을 의식하지 않게 된다. 주로 교본에서 포지션 언급을 하기 때문에 제5포지션 이상이 언급되는 경우를 듣는 것은 드물다. 하프포지션은 개방현보다 반음 높은 음을 검지로 짚는 포지션이다.
대부분의 경우 포지션 이동은 연주를 편하게 하기 위함이지만, 특정한 음색을 얻기 위함이기도 하다. 같은 음을 내더라도 어느 현이냐에 따라 소리는 조금 다르기 때문이다. 때때로 작곡가는 특정한 현을 사용하도록 지시한다. 예를 들면 sul G는 G현으로 연주하라는 뜻이다.

### 오른손

#### 운궁법
활을 잡는 자세는 오른팔과 오른손에 힘을 주지 않고 편하게 아래로 내렸을 때의 손 모양을 기본으로 하고 여기서 엄지를 프로그(frog, 활의 손잡이 부분) 사이에 넣고 나머지 손가락으로 감싸듯이 잡는다.
활을 빠르게 쓰는 것과 더 많은 무게를 주어 쓰는 것은 둘 다 소리를 크게 하지만, 다른 소리를 낸다. 무게를 주어 현을 누르듯이 활을 쓰면 더 강렬한 소리가 난다.
활과 현이 어느 부분에서 만나느냐도 소리에 영향을 미친다. 브리지(bridge)에 가깝게 활을 쓰면(술 폰티첼로, sul ponticello) 더 센 소리를 내고 높은 배음을 강조하지만, 지판에 가깝게 또는 지판 위에서 활을 쓰면(술 타스토, sul tasto) 부드럽고 여린 소리를 내며 기본음을 강조한다.

#### 피치카토
악보에 pizz.(pizzicato의 약자)라고 표시된 부분은 오른손 손가락으로 현을 퉁겨 연주한다. 아르코 중간에 피치카토가 나오면 활을 쥔 상태에서 검지로 현을 퉁긴다. 좋은 소리를 내기 위해서는 손가락의 살로 현을 퉁겨야 하며, 손톱이 현에 닿으면 안 된다.

### 비올라와 바이올린의 차이
- 비올라는 일반적으로 바이올린보다 크기 때문에 현도 길다. 따라서 같은 운지를 할 때 더 넓은 손가락 간격이 요구되고, 활도 끝까지 쓰기 위해서는 오른팔을 더 뻗어야 한다. 비브라토는 더 넓고 강렬해야 한다. 비올라의 크기 때문에 비올라 연주자는 손이 특별히 크지 않다면 빈번한 하프 포지션의 사용과 포지션 이동이 필요하지만, 첼로만큼은 아니다.
- 비올라에는 보통 바이올린보다 굵은 현이 쓰인다. 때문에 현의 반응이 조금 느린데, 이는 만약 비올라 연주자가 바이올린 연주자와 동시에 음을 시작해야 한다면, 비올라 연주자가 조금 더 먼저 활을 써야 함을 의미한다. 또한 굵은 현을 연주하는 것은 활을 사용할 때 더 많은 무게가 필요하다.
- 바이올린에서 비올라, 첼로로 가면서 더 굵은 현을 짚게 되는데, 바이올린이 손가락 끝으로 현을 짚는다면, 비올라는 그보다 첼로에 가깝게, 좀 더 손가락 살 부분으로 현을 짚는다.
- 비올라의 활의 무게는 보통 70 - 74 g으로 바이올린 활의 무게 58 - 61 g보다 무겁다. 이 차이도 비올라의 활 테크닉을 바이올린과 다르게 만드는 요인 중 하나이다.

## 음악
바로크 이후 음악가들은 무수한 바이올린과 첼로 협주곡을 썼지만, 낭만주의 이전까지는 비올라에 관심을 기울이지 않아 비올라곡은 바이올린과 첼로에 비해 아주 미비한 수준이다.

### 악보

가온음자리표

비올라를 위해 쓰여진 악보는 주로 가온음자리표를 사용한다는 점에서 다른 악기의 악보들과 다르다. 가온음자리표는 가온 다음이 오선지의 중간에 위치하는 음자리표로, 비올라를 위한 악보 외에는 거의 사용되지 않는다. 음역이 높아져 가온음자리표로는 덧줄이 너무 많이 필요해지는 경우 높은음자리표를 쓰기도 한다. 교육용 악보 등에서는 개방현을 0, 검지부터 새끼손가락을 1부터 4까지의 번호를 매겨 어떤 손가락이 사용될지를 표시하기도 한다.

### 비올라 작품
바로크 시대 바이올린 연주자들이 비올라를 연주하기도 하였지만, 비올라 작곡은 그리 많지 않다. 1740년까지 뛰어난 비올라 연주자는 없었으며, 유명한 비올라곡도 없었다. 이 시기의 중요한 비올라곡으로는 요한 크리스토프 바흐, 게오르크 필립 텔레만 등이 있으며, 특히 텔레만의 비올라 협주곡 G장조는 비올라 주자들이면 누구나 연주하는 대표적인 곡이다. 바로크 시대에 독자적인 연주 기회가 적었던 비올라는 실내악에서 간혹 내성부를 채워주는 역할을 담당하기도 하였다. 가령 요한 세바스티안 바흐의 브란덴부르크 협주곡 중 6번은 비올라 두 대의 콘체르티노이다. 요한 제바스티안 바흐, 헨델, 비발디 등은 푸가와 협주곡에서 비올라에 중요한 역할을 부여하였지만, 독주악기로 사용된 것은 18세기 말이었다.
18세기에 들어 비올라에 대한 관심이 늘고 중반부터 비올라 개량이 활발하게 일어나 비올라곡이 점차 많아졌다. 중요한 작품으로 반할의 비올라 협주곡 C장조가 있다. 만하임 악파의 칼 슈타미츠는 비올라 협주곡 D장조(1번), B장조(2번), A장조(3번), 또 바이올린 협주곡을 편곡한 D장조 협주곡을 썼다. 슈타미츠의 작품은 당시 비올라곡에 비해 좀 더 세련된 기교를 요하며, 음역도 비교적 넓고 유려한 흐름을 타고 있다. 파가니니는 바이올린 뿐 아니라, 비올라 연주도 하였으며 비올라를 위한 기상곡도 작곡하였다. 그의 영향을 많이 받은 듯한 알레산드로 롤라나 스퍼거도 작품을 남겼으며, 그 밖에 프란츠 안톤 호프마이스터, 안톤 슈타미츠나 칼 필립 임마누엘 바흐의 작품도 있다. 또 엑토르 베를리오즈의 ‘’이탈리아의 아롤도 유명하다.
비올라는 실내악에서 중요한 역할을 맡는다. 모차르트는 자신의 현악5중주에서 꽤 자유롭게 연주하는데, 이런 경향은 그의 몇몇 위대한 작품에서도 나타난다. 두 대의 비올라가 있는 이 현악5중주에서는 특히 제1비올라가 독주 악절을 자유롭게 연주하여, 합주의 역동성과 풍부함을 더한다. 모차르트는 또 두 악기를 위한 신포니아 콘체르탄테에서 바이올린과 함께 비올라를 두어, 똑같이 중요한 역할을 맡긴다. 이렇듯 비올라에 공헌한 그의 작품으로는 비올라, 클라리넷, 피아노 편성의 케겔슈타트 3중주와 더불어, 바이올린과 비올라의 2중주 두 곡도 있다. 잘 알려지진 않았지만 젊은 펠릭스 멘델스존은 비올라 소나타 c단조를 썼다. (번호는 붙지 않았지만, 1824년작으로 나와있다) 요하네스 브람스도 초기 작품부터 비올라에 상당히 역점을 두었다. 그가 처음으로 출판한 실내악 작품을 보면, 현악6중주 18번과 36번은 비올라의 독주 파트가 꽤 많다. 말년에 그는 클라리넷과 피아노를 위한 소나타 120번(1894년작) 두 곡을 쓰는데, 나중에 브람스는 이 작품의 클라리넷 부분을 비올라로 편곡했다. . (호른 3중주에서 호른 부분도 비올라로 편곡해 연주할 수 있다) 브람스는 또 알토, 비올라, 피아노를 위한 두 노래(Zwei Gesänge für eine Altstimme mit Bratsche und Pianoforte), Op.91과 유명한 바이올리니스트 요제프 요아힘과 그의 아네 아말리에에게 헌정된 "Gestillte Sehnsucht", "Geistliches Wiegenlied"를 작곡했다. 비올리스트였던 안토닌 드보르자크는 비올라를 무척 좋아하여, 그의 실내악 작품은 비올라의 중요한 부분에서 화려함을 보여준다. 역시 체코 음악가인 베드르지흐 스메타나는 현악4중주 “나의 생애에서”에서 비올라의 감동적인 전개로 시작하여 이 악기가 돋보인다. 바흐, 모차르트, 베토벤 모두 때때로 실내악에서 비올라를 연주를 연주한 것 같다.
비올라는 종종 관현악에서 주인공 노릇을 하기도 한다. 가령 에드워드 엘가의 “Ysobel”이라는 ‘’수수께끼 변주곡’’의 여섯 변주가 있으며, 리햐르트 슈트라우스의 “돈 키호테”에서 독주 첼로와 독주 비올라도 그러한 예이다.
비올라 레퍼토리가 꽤 많지만, 20세기 이전의 유명한 작곡가가 쓴 곡은 비교적 적다. 그리하여 비올라 연주자들은 다른 악기로 연주되는 곡을 편곡하여 연주하기도 했다. 그리고 20세기에 들어 테르티스와 힌데미트 등 훌륭한 연주자가 등장하면서 점차 비올라 독주곡도 작곡되었다. 그 가운데는 월튼, 버르토크와 미국의 작곡과 퀸시 포터 등의 협주곡도 있다. 힌데미트는 4곡의 협주곡, 4곡의 비올라와 피아노를 위한 소품, 무반주 비올라 곡 2곡 등 여러 비올라곡을 작곡하였다. 또 샌프란시스코 음악원(San Francisco Conservatory of Music)의 “비올라 프로젝트(The Viola Project)”를 보면, 비올라 교수 조디 레비츠가 작곡가를 자신의 학생과 짝지어 새로운 작품을 연주할 수 있게끔 하고 있다.

## 비올라 연주자
유명한 비올라 비르투오소(virtuoso)는 적은 편인데, 아마도 수많은 비올라 작품이 20세기에 와서야 나왔기 때문일 것이다. 윌리엄 프림로즈는 비올라 명인 연주를 비범한 수준으로 끌어올린 사람이다. 프림로즈 외에도 20세기에 비올라 연주의 영역을 개척한 비올리스트로는 라이오넬 테르티스, 파울 힌데미트, 릴리안 푹스, 프레데릭 리들, 월터 트램플러, 에마누엘 바르디가 있다. 오늘날 유명한 비올리스트로는 로렌스 파워, 미하일 쿠겔, 킴 카쉬카쉬안, 노부코 이마이, 리브카 골라니, 타베아 짐머만, 폴 뉴바우어, 유리 바쉬메트가 있다. 젊은 세대에서는 데이비드 아론 카펜터, 노쿠툴라 은그웨야마, 캐시 바스락, 제니퍼 스텀, 빅토리아 보로니안스키, 비아체슬라프 디너히타인, 앙투완 탐스티 등을 꼽을 수 있다. 최근 한국에는 한국계 미국인 리처드 용재 오닐이 주목받고 있다. 작곡가이자 비올리스트인 켄지 번치는 오늘날 수많은 비올라 독주 곡을 썼다.
위대한 음악가들 중에도 베토벤, J.S.바흐, 모차르트처럼 합주를 할 때 바이올린보다 비올라를 선호한 사람들이 있었다. 요제프 하이든이나 프란츠 슈베르트, 펠릭스 멘델스존, 안토닌 드보르자크, 벤저민 브리튼도 마찬가지였다. 비올리스트 겸 작곡가로 유명한 사람으로는 레베카 클라크와 파울 힌데미트를 들 수 있다. 또 핀커스 주커만, 다비드 오이스트라흐, 외젠 이자이, 예후디 메누힌, 막심 벤게로프, 나이젤 케네디 등 많은 바이올리니스트들이 비올라를 대중 앞에서 연주하거나 녹음하기도 했다.
‘비올리스트’라는 낱말은 일반적으로 영국에서는 비올라가 아닌 비올 연주자를 뜻하기 때문에, 이 말 대신 ‘비올라 연주자’란 말을 선호하기도 한다.

## 같이 보기
- 아마티

## 참고 문헌
- 김윤주, 비올라 레퍼토리에 관한 연구, 대전: 배재대 대학원, 2007년 2월.
- 김은진, 서양 음악사 속에서의 비올라 발전, 서울: 숙명여대 대학원, 2006년 2월.
- 도은애, Viola의 연주기법에 관한 고찰, 익산: 원광대 교육대학원, 2003년 8월.
- 박소영, 비올라의 운지법과 운궁법에 관한 연구, 대전: 목원대 대학원, 2007년 8월.
- 이채빈, 비올라 연주기법에 관한 연구, 익산: 원광대 교육대학원, 2007년 2월.
- 정영혜, VIOLA의 역사와 합주곡에서의 위치에 대한 연구, 서울: 건국대 대학원, 2002년 8월.